# リンド・ウォード
リンド・ウォード（Lynd Ward、1905年6月26日 - 1985年6月28日）は、アメリカ合衆国の版画家。多数の児童書、限定本に挿絵をつける一方、『神の僕』『狂人の太鼓』など、連続する木版画のみで物語を表現する「文字のない小説」を刊行し、アメリカ合衆国における木版画の主導的作家となった。

## 生涯
1905年、イリノイ州シカゴに生まれる。父ハリィ・F・ウォードはメソジスト派の牧師で著名な政治活動家であった。4歳のとき一家はオークパークに移り、その後はマサチューセッツ州、ニュージャージー州で少年時代を送った。家庭ではメソジスト派の伝統で静かに過ごすきまりがあり、幼少時に結核にかかって病弱でもあったため、ウォードは自然に本と親しむようになったが、読むよりも絵を見ているほうが多かったという。当時のお気に入りの本はドレの挿絵入りの聖書と、自分のおもちゃでサーカスをつくる少年の物語で、これらの本にのめりこんだことが後の絵に対する興味へとつながった。
初学年のとき、ウォードは自分のラストネームを逆に書くと「draw」（描く）になることに気付き、画家を志望する決意をした。高校の美術の授業でリノリウムを使った版画制作を体験し、これをきっかけに様々な版画技法を試み、さらにコロンビア大学に進んで美術を専攻した。しかし版画・印刷が低く見られていることに不満を抱き、ヨーロッパへの留学を決意する。1926年、大学を卒業したその週のうちに大学の同窓生メイ・マクニアーと結婚、新婚旅行でヨーロッパにわたりそのままドイツのライプツィヒ国立美術アカデミーに留学してグラフィックアートを学んだ。在学中に町の本屋を訪れたとき、ウォードはベルギーの版画家フランス・マシリールの、木版画の連作による物語を見つけ、この出会いがのちの「文字のない小説」の構想のきっかけとなった。
アメリカに戻ったウォードはまずイラストレーションに活躍の場を求めて児童書の挿絵を担当、1929年には妻マクニアーが文を担当した源義経の物語『Prince Bantam』の挿絵を制作した。この年にかねてから温めていた「文字のない小説」の出版計画をすすめ、知人のハリソン・スミスが新しく起した出版社と契約して同年10月に第一作『God's Man』（神の僕）を出版。おりしもニューヨーク株式市場が大暴落し世界恐慌がはじまったが、不況にもかかわらず『God's Man』は版を重ね、1930年にはさらに意匠をこらした第二作『Madman's Drum』（狂人の太鼓）を出版した。その後ウォードは1937年までに4作、合計6作の「文字のない小説」を出版している。
また『Madman's Drum』の出版と前後してヘリテージ・リミテッド・エディションズ・クラブから限定本の挿絵の注文を受けるようになり、古典や幻想文学、児童文学の挿絵を数多くこなしていった。ウォードが生涯に挿絵を描いた作品は100を超える。木版画のほかにも水彩、油彩、ペン、リトグラフ、メゾチントなどによる作品も残し、自らの著書や挿絵をつけた書籍に多くの賞を受ける。1960年代始めにはボーイスカウト運動の少年雑誌「Boys' life : the boy scouts magazine」に挿画を寄せる機会も多かった。ウォードはやがて1979年に引退してヴァージニア州のレストンの家に住み、1985年6月28日、80歳の誕生日の2日後に死去。2011年、ウォードはアイズナー賞の「漫画家の殿堂」に選出された。

## 文字のない小説

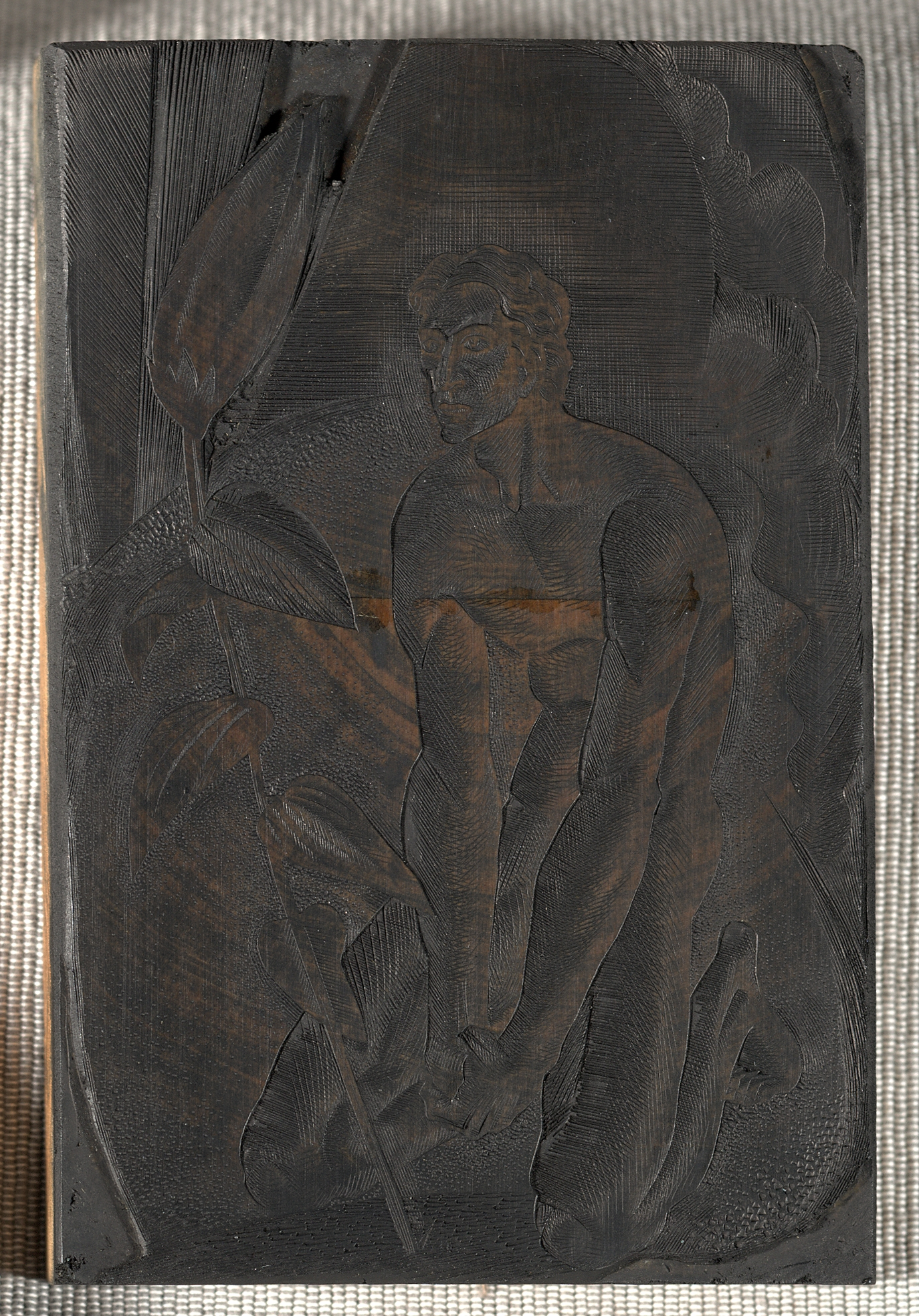
『Prelude to a Million Years』(1933年) に用いた版木 (29)

ウォードはとりわけ物語のすべてをドラマティックな木版画の連続によって表現する「文字のない小説」によって知られている。最初の作品『Gods' Man』 では、アール・デコと表現主義の折衷様式で一人の芸術家の自分の技術に対する苦悩、誘惑に続いて起こる金と権力の濫用、そして無垢の世界への脱出を表現している。ウォードは文字を用いない映像的な物語を発想したという点において、彼の先駆者であるヨーロッパの芸術家フランス・マシリールやオットー・ニュッケルとともに認知されている。ウォードの「文字のない小説」は大不況の時期を越えて影響力を持ち続け、その作品はビート・ジェネレーションの詩人アレン・ギンスバーグの重要なインスピレーションの源泉のひとつにもなった。またその業績はアメリカンコミックス史の文脈からも評価を受けている。
ウォードの木版による「文字のない小説」は以下の6タイトルがある。
- Gods' Man (1929)
- Madman's Drum (1930) ― 『狂人の太鼓』(2002)
- Wild Pilgrimage (1932)
- Prelude to a Million Years (1933)
- Song Without Words (1936)
- Vertigo (1937)

このほかに死の年まで制作を続けた未完のものがあり、完成していた木版26枚（計44枚となるはずであった）を使って2001年に125部限定版で『Lynd Ward's Last, Unfinished, Wordless Novel』として出版。また子供向け「文字のない読み物」の『The Silver Pony』（日本語訳『白銀の馬』）という作品は、文字のない小説から離れていたウォードが再び手がけ始めた頃に制作しており、木版ではなく白黒にグレーの影をつけたペイント画で描いた。

## ドキュメンタリー
ウォードの業績を記念して、217フィルムスに所属するインディペンデントの映画製作者ミヒャエル・マグララスは、『O Brother Man: The Art and Life of Lynd Ward.』（2012年）と題するドキュメンタリーフィルムを制作した。この作品ではウォードの娘であるロビン・ウォード・サビッジへのインタビューのほか、ウォードのキャリアから150におよぶ作品に焦点を当てている。この94分のドキュメンタリーは7時間のフィルムを編集しマグララスのナレーションをつけて作られており、ペンシルベニア州立大学図書館フォスター講堂で2012年4月20日に上演され温かく迎えられた。同大学スペシャル・コレクション・ライブラリーはまたリンド・ウォードの資料の受け入れ先として遺族から受託を続ける模様である。

## 受賞歴
自らの著書、挿絵を提供した書籍をあわせて受賞作は多数。
コールデコット賞次点　2作
- Holbrook, Stewart Hall (1976-10-01). America's Ethan Allen. Houghton Mifflin Co 愛国心に満ちたイーサン・アレンが1775年、有志 (en) を率いてタイコンデロガ砦をイギリス軍の支配から取り戻す逸話
- Ward, Lynd (1952). The biggest bear. Houghton Mifflin Co. OCLC 473942487

（日本語訳リンド・ワード 著、渡辺 茂男 訳『おおきくなりすぎたくま』福音館書店、1969年10月。）
ニューベリー賞　2作
- Forbes, Esther (1943). Johnny Tremain : a novel for old & young. Houghton Mifflin Co

同賞・次点　6作

### 著作
- Ward, Lynd (1929). God's man : a novel in woodcuts (2 ed.). Jonathan Cape and Harrison Smith. OCLC 963862969
- Ward, Lynd (1930). Madman's drum. Harrison Smith. OCLC 2928334
- アメリカ議会図書館の稀少本カタログより Ward, Lynd (1932). Wild pilgrimage. Harrison Smith & Robert Haas, 1932. OCLC 348996 (Pforzheimer Collection of Bruce Rogers Materials, Library of Congress)
- "Prelude to a million years" の解説 Ward, Lynd (1933). Prelude to a million years : a book of wood engravings. OCLC 6241242
- Ward, Lynd (1937). Vertigo. Random House. OCLC 58885407
- Ward, Lynd (1959). Bible readings for boys and girls : selected passages from the Revised standard version of the Holy Bible. Thomas Nelson & Sons. OCLC 1648764
- Ward, Lynd (1965). Nic of the woods. Houghton Mifflin. OCLC 836726601
- Ward, Lynd (1973). The silver pony : a story in pictures. Houghton Mifflin. OCLC 593454
- Ward, Lynd (1974). Storyteller without words : the wood engravings of Lynd Ward. Harry N. Abrams, Inc. OCLC 983638
- リンド・ワード『白銀の馬』冨山房、1974年。OCLC 672803181。
- リンド・ウォード『狂人の太鼓—版画による小説』国書刊行会、2002年。ISBN 9784336044556。OCLC 676402826。
- 『Gods' man』以下3作をまとめた出版物 Ward, Lynd. Gods' man : Madman's drum ; Wild pilgrimage. ライブラリー・オブ・アメリカ
- ウォードのエッセーと「文字のない小説」をふくむ作品集。6分冊 Ward, Lynd (2010). Spiegelman, Art. ed. Lynd Ward: Six Novels in Woodcuts (boxed set). ライブラリー・オブ・アメリカ. ISBN 978-1-59853-082-7

### 挿絵
- 妻メイ・マクニアーの小説（ちびの皇子—勇者義経と忠実な騎士西塔の弁慶の冒険）McNeer, May (1929). Prince Bantam: being the adventures of Yoshitsune the brave and his faithful henchman, great Benkei of the Western Pagoda. The Macmillan Company. OCLC 1861994
- Coatsworth, Elizabeth (1958). The cat who went to heaven. The Macmillan Co.. OCLC 170961
- "The cat who went to heaven" の挿絵の下書きほか完成するまでのスケッチをまとめた資料集  The cat who went to heaven : production material. (Archival material, 1950s). OCLC 62424393
- Clark, Leonard (1961). The Rivers Ran East. A special ed. for young people. Funk&Wagnalls. OCLC 506253769
- 1960年代始めの少年雑誌 Boy Scouts of America, ed. Boys' life. : the boy scouts magazine (G.S. Barton). OCLC 8497843.
- リトグラフの挿絵 Tresselt, Alvin (1971). Stories from the Bible. Coward, McCann & Geoghegan
- 『児童書作家マーゲライト・ヘンリーの挿絵画家たち』に収載 Henry, Marguerite (1980). Dennis, Wesley. ed. “The Rivers Ran East”. The illustrated Marguerite Henry : with Wesley Dennis, Robert Lougheed, Lynd Ward, and Rich Rudish. OCLC 6709256.
- エリザベス・コーツワース、古屋美登里 (翻訳)『極楽にいった猫』清流出版、2003年12月。ISBN 9784860290634。OCLC 674480200。